# Multiboy

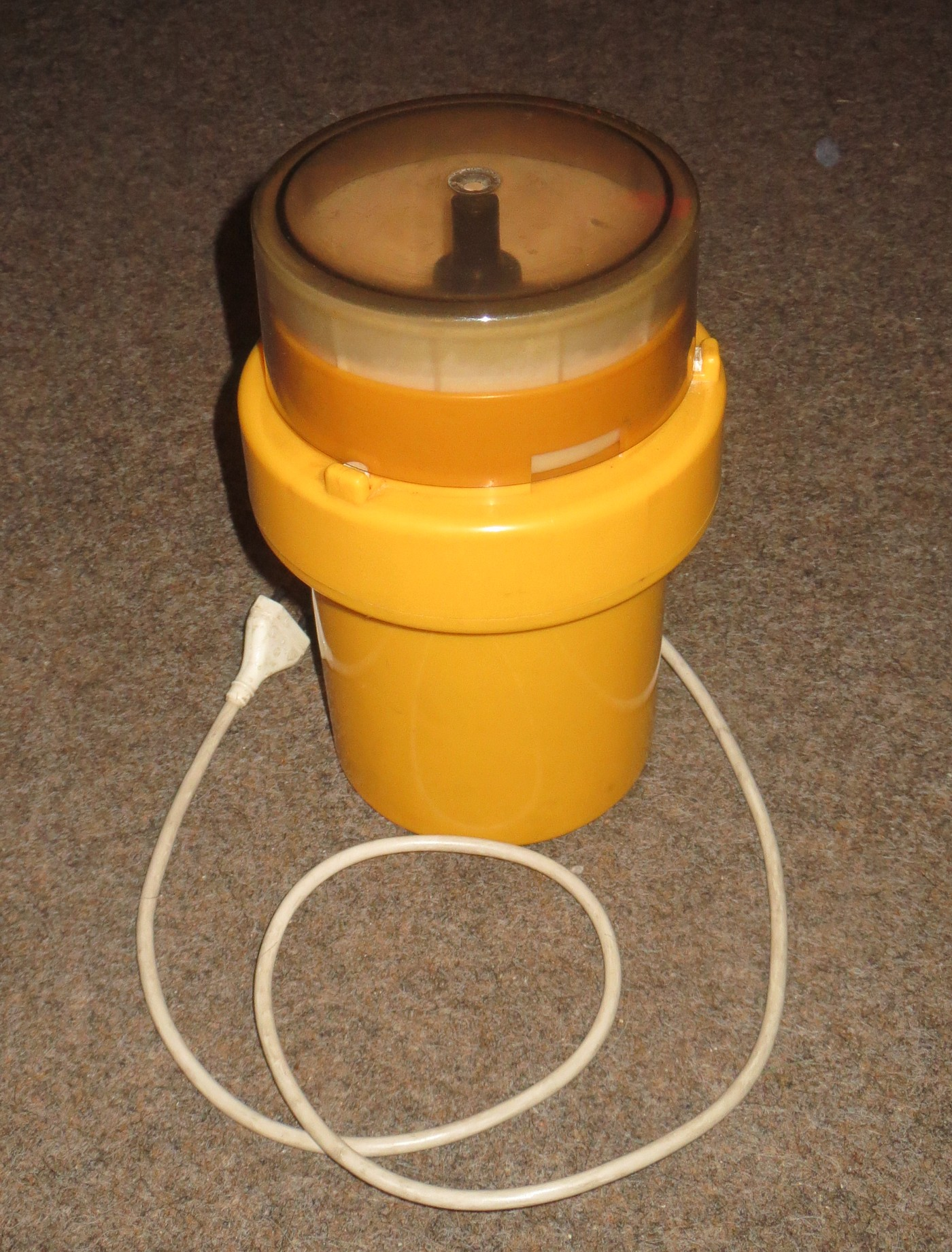
Lebensmittelzerkleinerer Multiboy LZ 251

Der Lebensmittelzerkleinerer Multiboy war ein elektrisch betriebenes Küchengerät des Elbtalwerks Heidenau im VEB Kombinat Elektromaschinenbau Dresden. Dieses Küchengerät wurde mit den Typenbezeichnungen „LZ 250“, „LZ 251“, „LMZ 252“ und zuletzt „LZ 2000“ ab Mitte der 1970er Jahre in Dresden hergestellt.

## Geschichte
Das erste Gerät, welches Ende der 1970er Jahre  erschien, trug die Typenbezeichnung LZ 250.
Es wurde Anfang der 1980er Jahre abgelöst durch den LZ 251 mit verbesserten Gebrauchseigenschaften.
Diese betreffen in erster Linie die Verlängerung der Motorwelle und eine Veränderung der Messeraufnahme (Wegfall des Spezialwerkzeuges zum Entfernen des Messers). Auch war nun die Arbeitsschale mit Inhalt aus dem Multiboy entnehmbar. Messer, Arbeitsschale und Deckel sind zwischen LZ 250 und LZ 251 nicht kompatibel. Mitte der 1980er Jahre folgte ein weiter verbesserter Typ LMZ 252 („Elektronikvariante“ mit regelbarer Geschwindigkeit). Mit dem LZ 2000 Ende der 1980er Jahre brachte der Hersteller ein im Design verändertes Gerät auf den Markt, für das auch ein Aufsatz zur Rohkostbereitung erhältlich war. Das Design dieses Multiboy stammt von Margarita Kaiser.
Der Multiboy war das erste Gerät in der DDR, das speziell zum Zerkleinern entwickelt worden war (also nicht als Aufsatzgerät für Mixer), er war deshalb sehr gefragt und oft nur schwer erhältlich. Der Multiboy aus dem VEB Elektromaschinenbau Dresden ist eines der wenigen Beispiele dafür, dass es einem Betrieb der Investitionsgüterindustrie der DDR gelang, im Rahmen der Konsumgüterproduktion ein begehrtes Erzeugnis zu entwickeln. Das Gerät wurde nicht exportiert.

## Funktion
Der Lebensmittelzerkleinerer vereint die Funktionen eines Reibeisens, Wiegemessers, Zwiebelschneiders, Fleischwolfs, Küchenmessers, einer Mandelmühle, Käsereibe usw. in sich. Der Multiboy zerkleinert im Kurzzeitbetrieb bis 30 Sekunden Lebensmittel aller Art. Es ist ein Standgerät, kann aber auch mit zwei Händen während des Betriebs angehoben und geschüttelt werden. Dadurch bleiben die Lebensmittel nicht an der Wand kleben. Er wiegt leer 2,1 kg. Durch die einfache Konstruktion lässt er sich schnell reinigen. Deckel, Arbeitsschale und Hackmesser waren zur Zeit der Vermarktung bei GHG Haushaltwaren in Gera erhältlich.

## Aufbau des Gerätes

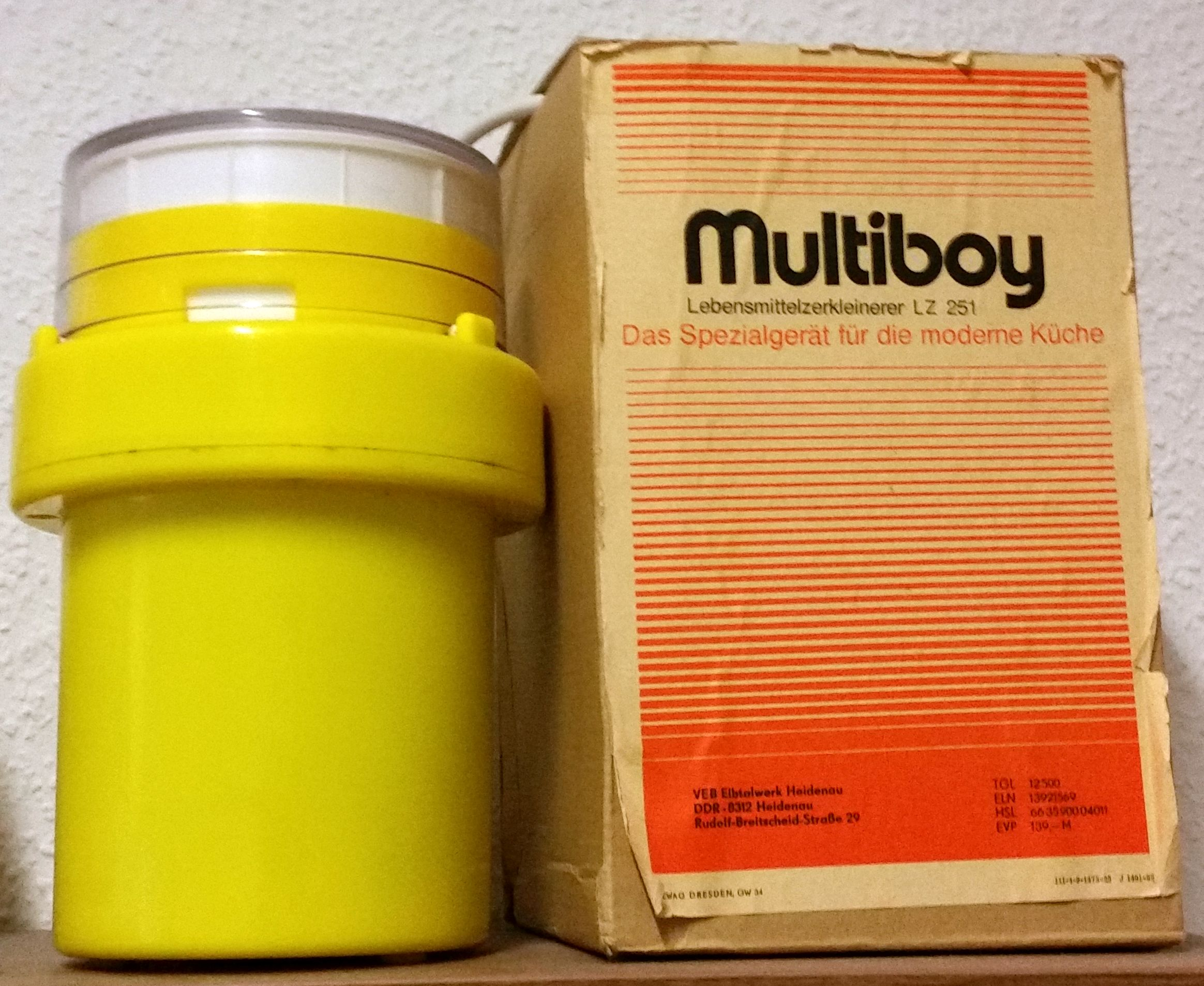
Multiboy LZ 251 mit Originalverpackung

Das Gerät hat einen Durchmesser von etwa 15 cm bei einer Höhe von 24 cm und besteht aus dem Motorblock mit einer Leistung von 500 Watt, der Arbeitsschale, dem Messer sowie dem Deckel. Im Gehäuse sind der Motor und die elektrischen Bauteile installiert. Beim Niederdrücken des Deckels wird der Motor eingeschaltet, beim Loslassen des Deckels wird der Motor abgeschaltet und durch eine Bremsschaltung sofort zum Stillstand gebracht.
Durch die gebogene Form des Schneidemessers und der säurefesten Arbeitsschale ist dieses Gerät in der Lage, rohes Obst und Gemüse, das in zwei Zentimeter große Stückchen vorbereitet wurde, zu zerkleinern und zu pürieren. Der Zerkleinerungsgrad kann durch den transparenten Deckel beobachtet werden. Eine spezielle „Messermorphologie“ soll angeblich dafür sorgen, dass die „Gewebezellen“ (gemeint ist wohl das Gewebe, nicht die Zellen) nicht zerschlagen, sondern zerschnitten werden.